# Phycotettix truncatipennis
Phycotettix truncatipennis är en insektsart som beskrevs av Jules Pièrre Rambur 1840. Phycotettix truncatipennis ingår i släktet Phycotettix och familjen dvärgstritar. Inga underarter finns listade i Catalogue of Life.